# Cratere Tura
Tura  è un cratere sulla superficie di Marte.